# Настоящий американец (1-й сезон)
Первый сезон американского телесериала «Настоящий американец» премьера которого состоялась на канале The CW 10 октября 2018 года, а заключительная серия вышла 20 марта 2019 года. Количество серий в сезоне составляет шестнадцать.

## Сюжет
Спенсер — звезда школьной футбольной команды из Южного Централа, района Лос-Анджелеса, печально известного своей криминальной обстановкой и частыми конфликтами на почве расовой вражды. Парень не собирался уезжать из родных мест, пока тренер одной из школ Беверли-Хиллс не пригласил его в свою команду. Приняв предложение, Спенсер открывает для себя учебу в современной школе в богатом, престижном и безопасном районе, массу привилегий и большое спортивное будущее. Однако среди богатеньких школьников он чувствует себя лишним. Да и новые друзья по команде свысока смотрят на пришельца, на которого тренер возлагает большие надежды.

## В ролях

### Основной состав
- Дэниел Эзра — Спенсер Джеймс
- Bre-Z — Тамия «Куп» Купер
- Грета Онейогоу — Лейла Китинг
- Саманта Логан — Оливия Бейкер
- Майкл Эванс Белинг — Джордан Бейкер
- Коди Кристиан — Ашер Адамс
- Карима Уэстбрук — Грейс Джеймс
- Монит Мазур — Лора Файн-Бейкер
- Тэй Диггз — Главный тренер Билли Бейкер
- Джалин Холл — Диллон Джеймс

## Эпизоды
| № общий | № в сезоне | Название                                     | Режиссёр                 | Автор сценария                                 | Дата премьеры   | Произв. код | Зрители в США (млн) |
| --- | ---------- | -------------------------------------------- | ------------------------ | ---------------------------------------------- | --------------- | ----------- | ------------------- |
| 1 | 1          | «Пилот» «Pilot»                              | Роб Харди                | Эйприл Блэр                                    | 10 октября 2018 | T15.10151   | 0.69                |
| Спенсер Джеймс, футболист средней школы, нанят футбольным тренером средней школы Беверли. |            |                                              |                          |                                                |                 |             |                     |
| 2 | 2          | «99 проблем» «99 Problems»                   | Дэвид МакУиртер          | Майк Херро & Дэвид Штраус & Эйприл Блэр        | 17 октября 2018 | T13.21352   | 0.61                |
| Спенсер быстро обнаруживает, что правила, по которым он играл в Креншоу, больше не применяются в Беверли-Хиллз; Куп вынужден изучать новый набор правил. |            |                                              |                          |                                                |                 |             |                     |
| 3 | 3          | «Я» «i»                                      | Роб Харди                | Никечи Окоро                                   | 24 октября 2018 | T13.21353   | 0.76                |
| Спенсер и Джордан проводят неожиданный день вместе в Креншоу; Билли борется со своей идентичностью отца; Куп сталкивается со своей собственной правдой. |            |                                              |                          |                                                |                 |             |                     |
| 4 | 4          | «Потерять себя» «Lose Yourself»              | Элоди Кин                | Джонни Моррис                                  | 7 ноября 2018   | T13.21354   | 0.75                |
| Спенсер соблазняется хорошей жизнью в Беверли-Хиллз, что приводит к неожиданному приключению с Ашером; Куп соблазняется жизнью банды. |            |                                              |                          |                                                |                 |             |                     |
| 5 | 5          | «Все что у нас есть» «All We Got»            | Роуз Троше               | Роберт Д. Доти & Лорна Кларк Осансанми         | 14 ноября 2018  | T13.21355   | 0.67                |
| Миры сталкиваются - миры Спенсера собираются вместе, чтобы отпраздновать его день рождения в Беверли-Хиллз. Но смешение неблагополучных семей - с рывком неожиданного гостя-заканчивается катастрофой. Оливия и Джордан, выполняя миссию по раскрытию семейной тайны, обнаруживают недостающее звено в прошлом своего отца. Тем временем Куп и Пейшенс изо всех сил пытаются определить свой цветущий роман. |            |                                              |                          |                                                |                 |             |                     |
| 6 | 6          | «The Choice is Yours» «Выбор за вами»        | Бенни Бум                | Майк Херро & Дэвид Штраусс & Джон Генри Олстон | 28 ноября 2018  | 106         | 0.75                |
| 7 | 7          | «California Love» «Калифорнийская любовь»    | Доун Уилкинсон           | Никечи Окоро & Майкл Бхим                      | 5 декабря 2018  | 107         | 0.66                |
| 8 | 8          | «Homecoming» «Возвращение»                   | Роб Харди                | Эйприл Блэр                                    | 12 декабря 2018 | 108         | 0.70                |
| 9 | 9          | «Keep Ya Head Up» «Держи голову выше»        | Кевин Родни Салливан     | Джон А. Норрис                                 | 16 января 2019  | 109         | 0.69                |
| 10 | 10         | «m.A.A.d. city» «м.А.А.д. город»             | Даррен Грант             | Натали Абрамс & Камрон Мур                     | 23 января 2019  | 110         | 0.71                |
| 11 | 11         | «All Eyez on Me» «Все смотрят на меня»       | Майкл Шульц              | Джон Алстон & Роберт Д. Доти                   | 30 января 2019  | 111         | 0.77                |
| 12 | 12         | «Back in the Day» «Вернуться в тот день»     | Элизабет Аллен Розенбаум | Никечи Окоро & Лорна Кларк Осунсанми           | 6 февраля 2019  | 112         | 0.57                |
| 13 | 13         | «Legacy» «Наследие»                          | Салли Ричардсон          | Джон А. Норрис                                 | 27 февраля 2019 | 113         | 0.61                |
| 14 | 14         | «Regulate» «Регулировать»                    | Джофф Шоц                | Джамил Тернер                                  | 6 марта 2019    | 114         | 0.59                |
| 15 | 15         | «Best Kept Secret» «Лучше держать в секрете» | Майкл Шульц              | Майк Херро & Дэвид Штраусс                     | 13 марта 2019   | 115         | 0.60                |
| 16 | 16         | «Championships» «Чемпионат»                  | Дэвид МакУиртер          | Никечи Окоро & Майкл Бхим                      | 20 марта 2019   | 116         | 0.54                |